# Cruzada de 1101
A Cruzada de 1101 foi um conjunto de três malogradas expedições cruzadas, organizadas nos anos de 1100 e 1101, que se seguiram ao sucesso da Cruzada dos Príncipes.
Com a conquista de Jerusalém em 1099, a maioria dos peregrinos dessa expedição considerou que tinha cumprido o seu voto de cruzada ao visitar o Santo Sepulcro, e assim os novos estados cruzados no Levante perderam a maioria da sua força bélica. Atendendo aos apelos dos cruzados ainda na Terra Santa, o papa Pascoal II, sucessor de Urbano II, incentivou novas expedições.
A pressão para partir para a Terra Santa foi ainda maior para os que tinham tomado a cruz mas não tinham chegado a sair da Europa, ou para os que abandonaram a cruzada antes da conquista de Jerusalém. Objecto de troça ou desprezo pelas suas famílias e ameaçados de excomunhão pelo clero, nobres como Estêvão de Blois e Hugo I de Vermandois lideraram expedições desta nova cruzada. Tal como na Primeira Cruzada, os peregrinos não partiram como um único exército, mas sim em vários grupos originários de diferentes regiões da Europa Ocidental.

## Lombardos

### Na Europa

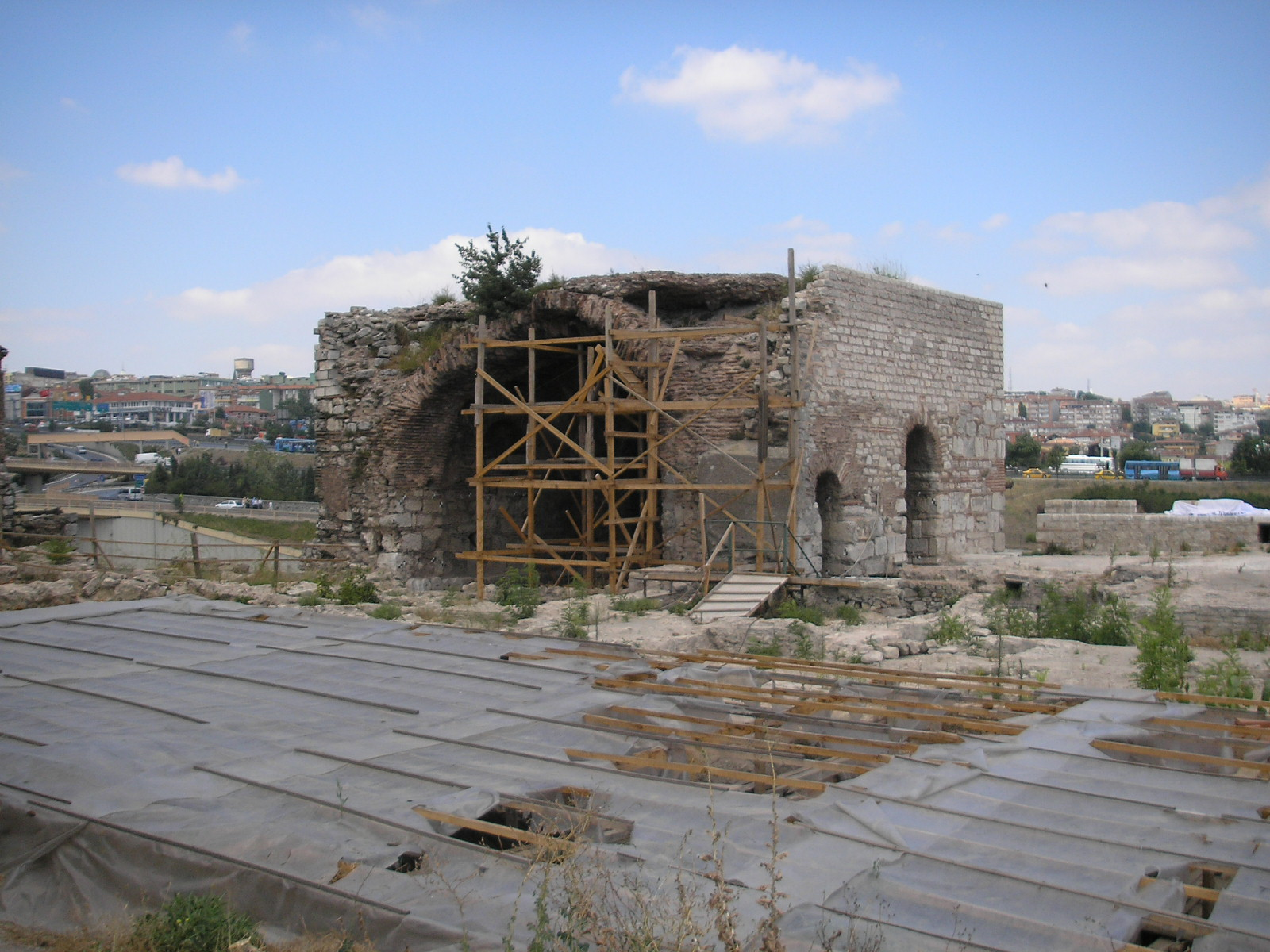
Ruínas do palácio imperial de Blaquerna

Anselmo IV de Bovisio, o arcebispo de Milão, foi nomeado pelo papa Pascoal II para liderar esta expedição. Pregou a cruzada na Lombardia, onde não tinha havido grande aderência à Primeira Cruzada, mas o seu apelo despoletou uma resposta entusiasmada. A 15 de Julho de 1100 celebrou o aniversário da conquista de Jerusalém em Milão, e a 13 de Setembro partiu desta cidade, à frente de um numeroso contingente (um número referido de 50.000 cruzados é muito provavelmente excessivo) de principalmente camponeses lombardos, incluindo mulheres e crianças, mas também bispos e nobres locais.
O exército atravessou a Caríntia, com a permissão do duque Henrique V, e depois a Bulgária, sem incidentes. Mas ao passaram o Inverno nos territórios do Império Bizantino recorreram a saques, pelo que o imperador Aleixo I Comneno escoltou-os a um acampamento nos arredores de Constantinopla. Desagradados com a situação, dirigiram-se até à capital bizantina, onde pilharam o palácio de Blaquerna, chegando a matar o leão de estimação de Aleixo. Com a negociação de Raimundo IV de Tolosa, experiente e carismático líder da Primeira Cruzada, o imperador apressou-se a transportar os lombardos através do Bósforo até um campo em Nicomedia.

### Na Anatólia
Em Maio de 1101 juntaram-se-lhes as forças menos numerosas mas mais bem preparadas de Estêvão de Blois, conde Estêvão I da Borgonha, duque Odo I da Borgonha e Conrado, condestável do imperador Henrique IV da Germânia. Os mercenários pechenegues do general bizantino Tatizius reforçaram o contingente, e a liderança da expedição passou para Raimundo IV de Tolosa, agora ao serviço de Aleixo I Comneno.

Rotas das expedições da Cruzada de 1101 na Anatólia

Seguindo a rota usada por Raimundo IV de Tolosa e Estêvão de Blois durante a Primeira Cruzada, no final de Maio o exército marchou até Dorileia. O objectivo era continuar até Icônio, mas a muito mais numerosa populaça lombarda estava determinada a libertar Boemundo I de Antioquia, aprisionado pelos danismêndidas em Niksar. A oposição de Raimundo a este projecto só tornava os lombardos mais determinados, uma vez que estes tinham conhecimento da grande rivalidade entre os dois nobres.
Os cruzados conquistaram Ancara a 23 de Junho, que cederam ao controlo bizantino, e depois dirigiram-se para norte. Cercaram a cidade de Gangra, mas como esta estava bem defendida acabaram por levantar o cerco e continuar para norte, na tentativa de tomar Castamonu.
Durante várias semanas foram acossados pelos turcos seljúcidas, que foram eliminando quem se afastava do grupo principal, e em Julho aniquilaram destacamentos que procuravam provisões, pelo que reabastecimento de água e alimentos tornou-se num gravíssimo problema.
Nesta altura os lombardos insistiram em afastar-se da costa do Mar Negro, que lhes poderia oferecer alguma segurança estratégica, e dirigir-se para os territórios dos danismêndidas a leste, para resgatar Boemundo I de Antioquia. Os nobres e cavaleiros discordaram, mas uma vez que os seus números eram reduzidos, preferiram seguir a rota dos populares do que se afastarem da segurança numérica que estes representavam.

### Batalha de Mersivano

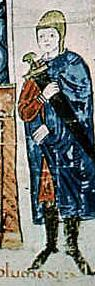
Guerreiro lombardo-toscano de c. 1100 em Vita de Matilda

Ao contrário do que aconteceu durante a Cruzada dos Príncipes, os muçulmanos da região formaram uma eficaz coligação: no início de Agosto de 1101, seljúcidas ao comando de Quilije Arslã I, danismêndidas e Raduão de Alepo enfrentaram os ocidentais perto de Mersivano. Os cruzados organizaram-se em cinco exércitos: borgonheses, Raimundo IV de Tolosa e os bizantinos, germânicos, francos, lombardos. O terreno era adequado às tácticas dos turcos — seco, inóspito, aberto, com muito espaço para a cavalaria ligeira de arqueiros evitar o confronto directo com a cavalaria pesada e a infantaria dos cristãos.
A batalha duraria alguns dias. No primeiro, os muçulmanos cortaram o avanço dos exércitos cruzados e cercaram-nos. No dia seguinte o duque Conrado liderou uma incursão germânica que não conseguiu abrir as linhas turcas e depois não conseguiu voltar ao contingente principal. Acabando por se refugiar em uma fortaleza nas proximidades, ficaram sem acesso a provisões, auxílio e comunicações, perdendo a hipótese de fazer um ataque concertado com os restantes exércitos.
No terceiro dia não houve combates intensos, mas no quarto os cruzados tentaram libertar-se do cerco. Infligiram baixas pesadas aos turcos, mas o ataque foi um fracasso e no final do dia Quilije Arslã recebeu reforços de Raduão de Alepo e de outros príncipes danismêndidas.
Na vanguarda, os lombardos foram vencidos; os pechenegues desertaram; francos e germânicos foram forçados a uma retirada. Isolado, Raimundo de Tolosa retirou para uma colina rochosa, onde resistiu ao inimigo até ser salvo pelos outros líderes cruzados. A batalha acabou no dia seguinte, quando o campo cruzado foi tomado e, em contraste aos ideais da cavalaria medieval, os cavaleiros fugiram, deixando os restantes peregrinos, incluindo mulheres e crianças, à mercê dos inimigos. A maioria dos lombardos, sem cavalos, foi morta ou escravizada.
Raimundo fugiu para norte, em direcção ao porto de Bafra no mar Negro e depois para Sinope, onde embarcou para Constantinopla. Estêvão de Blois, Estêvão da Borgonha e outros nobres e prelados também fugiram para Sinope. Voltariam a Constantinopla por via terrestre, atravessando a região costeira em território bizantino. Todos foram recebidos generosamente por Aleixo I Comneno, que lhes ofereceu presentes e os sustentou até que pudessem continuar a peregrinação. O arcebispo Anselmo, que também participou da batalha, acompanhava-os. Os seus ferimentos provocariam a sua morte na capital bizantina, onde foi enterrado.

## Guilherme II de Nevers

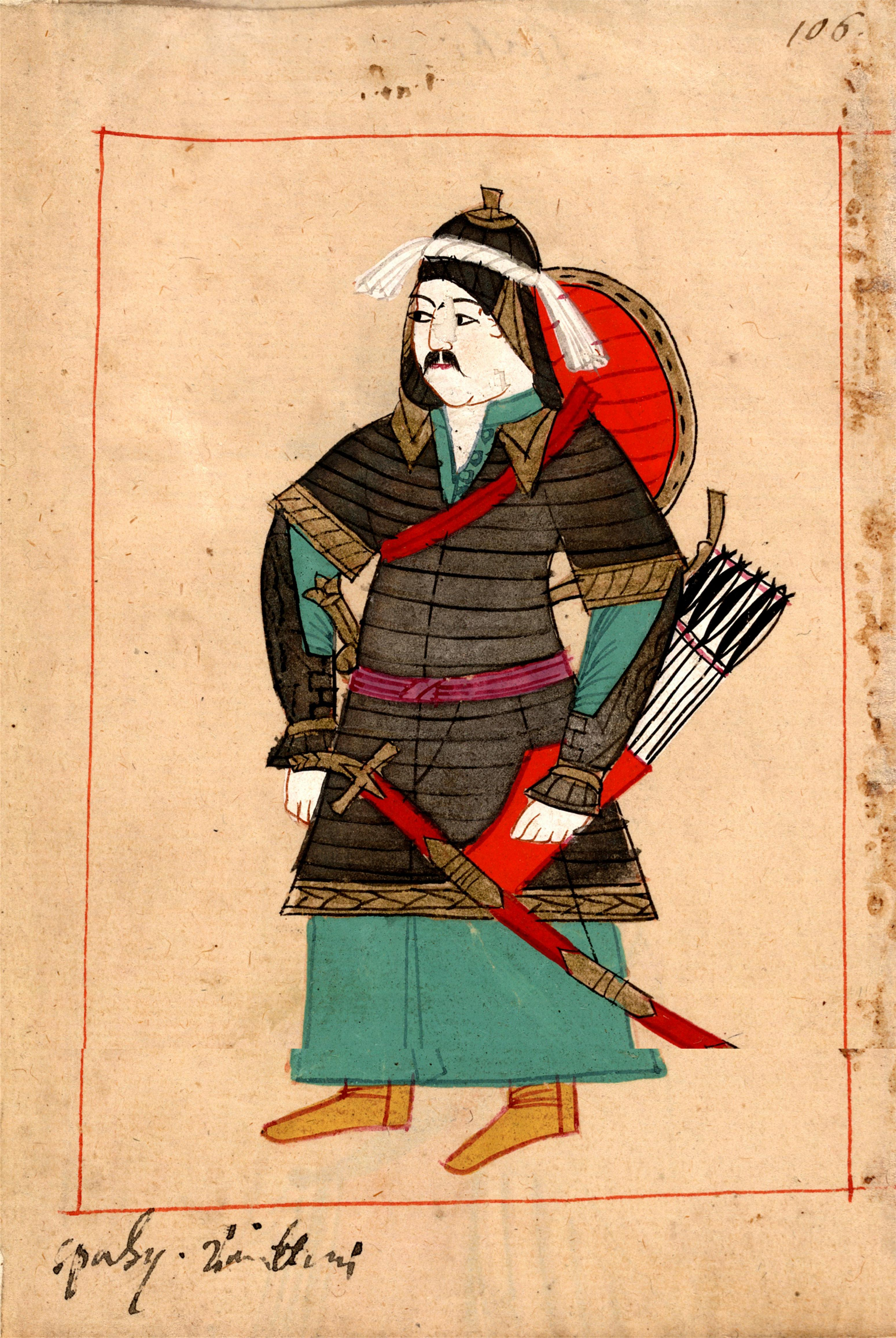
Miniatura de um arqueiro turco de cavalaria ligeira

Pouco depois de os lombardos saírem de Nicomédia, o conde Guilherme II de Nevers chegou a Constantinopla com o seu exército. Tendo partido de Nevers em Fevereiro, atravessaram o mar Adriático de Bari para Avlona e, pela rota seguida por Boemundo de Taranto em 1096, marcharam através da Salonica até Constantinopla em estrita disciplina e sem incidentes, ocorrência invulgar para os exércitos cruzados.
Apesar de bem recebido pelos bizantinos, Guilherme apressou-se a sair da capital, provavelmente para tentar alcançar Estêvão I do ducado da Borgonha, vizinho de Nevers. Quando chegou a Nicomedia, soube que os lombardos tinham ido para Ancara. Mas ao chegar a esta cidade no final de Julho, ninguém sabia para onde tinham prosseguido, pelo que acabou por tomar a estrada para sul.
Icônio estava protegida por uma forte guarnição seljúcida, pelo que a tentativa de tomar a cidade foi um fracasso. Inicialmente contando com a chegada de reforços, Guilherme percebeu que a sua demora nesta cidade só atrairia a presença de mais inimigos, pelo que prosseguiu para Heracleia Cibistra. Tal como todos os exércitos cruzados que atravessaram a Anatólia, este sofria com a falta de água e provisões.
Entretanto, Quilije Arslã I e Danismende Gazi, alertados sobre esta nova expedição após a sua vitória sobre os lombardos, e tentando eliminar novas incursões cruzadas, passaram provavelmente por Cesareia Mázaca para chegar a Heracleia antes dos cruzados. Mais numerosos, emboscaram e cercaram os ocidentais numa batalha curta.
O contingente de Nevers foi completamente aniquilado, com a excepção do conde e de alguns dos seus cavaleiros, que conseguiram atravessar as linhas inimigas e, após vários dias a atravessar os montes Tauro, chegar à fortaleza bizantina de Germaniceia a noroeste da Selêucia Isáurica. Acompanhados por mercenários pechenegues, em algumas semanas chegaram a Antioquia, mas despidos e desarmados. Desconhece-se o que realmente aconteceu, os ocidentais afirmaram terem sido saqueados e abandonados pela sua escolta durante a travessia do deserto.

## Aquitanos e bávaros

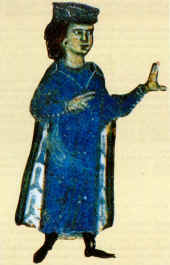
Guilherme IX da Aquitânia, o Trovador (Iluminura do século XIII na Biblioteca Nacional da França)

### Na Europa
Depois de Guilherme II de Nevers ter saído de Constantinopla, chegava um terceiro exército, comandado por Guilherme IX da Aquitânia, rival político de Raimundo IV de Tolosa no sul da França. Tendo partido da Aquitânia na segunda semana da quaresma, entre 12 e 19 de Março, atravessaram o norte da Itália e a Caríntia, onde se lhes juntaram as forças de Guelfo I da Baviera e Hugo I de Vermandois, que tinha abandonado a Cruzada dos Príncipes após a conquista de Antioquia.
Os exércitos combinados atravessaram a Hungria pacificamente, mas na Bulgária foram assediados por grupos de pechenegues e cumanos, provavelmente como represália pelos actos das expedições cruzadas anteriores. Eventualmente, os ocidentais pilharam território bizantino no trajecto para Constantinopla, e só pela intervenção de Guilherme e Guelfo evitaram o confronto directo com os mercenários enviados pelo imperador para acabar com essa situação.
A estadia na capital bizantina arrastou-se por cinco semanas, durante as quais os peregrinos compraram provisões para a viagem e os líderes se encontraram regularmente com Aleixo I Comneno. Terá provavelmente sido durante este intervalo que Guilherme de Nevers passou por Constantinopla, mas não se juntaria aos aquitanos e bávaros. Isto talvez possa ser explicado porque o conde de Nevers pretendia alcançar os borgonheses, mas Guilherme IX da Aquitânia não desejaria juntar-se à expedição lombarda, liderada pelo seu inimigo Raimundo IV de Tolosa; por outro lado, Guelfo da Baviera era inimigo do imperador Henrique IV da Germânia, e provavelmente resistiria a juntar-se ao condestável deste, Conrado, que liderava um contingente germânico nessa expedição.

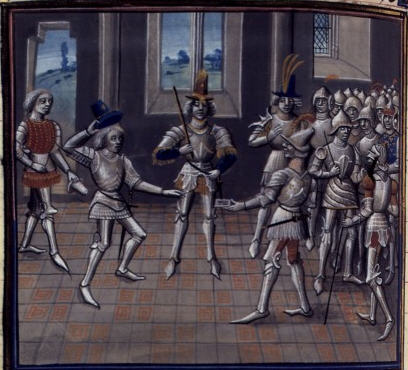
Iluminura de Aleixo I Comneno e Hugo I de Vermandois nas crónicas de Guilherme de Tiro (século XV, Biblioteca Nacional da França)

Entretanto, o exército bávaro que desconfiava enormemente de Aleixo Comneno, suspeitava equivocadamente que este tinha forçado os lombardos a penetrar em território inimigo sem lhes permitir aguardar a chegada de mais reforços; chegavam inclusivamente a temer que o imperador bizantino estivesse a trair os cruzados, aliando-se aos turcos. Tomados de pânico, os bávaros dividiram o seu contingente em dois: uma parte seguiu para a Palestina por navio, entre eles o cronista Eceardo de Aura, e atracaria em Jafa ao fim de seis semanas; mas a maioria atravessou o Bósforo o mais rapidamente possível, acompanhando os aquitanos numa rota semelhante à de Guilherme II de Nevers.

### Na Anatólia
O avanço dos bávaros e aquitanos pela Anatólia era lento. Quando chegaram a Dorileia, Guilherme de Nevers já estava a caminho de Icônio, tendo esgotado os alimentos disponíveis à sua passagem. Ao mesmo tempo, os turcos tinham secado ou bloqueado os poços para que os diferentes exércitos cruzados não tivessem acesso a água. Mais uma vez, e equivocadamente, os cruzados culparam os bizantinos por esta situação.
Depois de pilharem Filomélio, que estava vazia, encontraram Icônio sem a guarnição que tinha resistido ao contingente anterior, mas abandonara a cidade perante este exército mais numeroso, levando consigo todos os mantimentos da cidade e dos subúrbios. Simultaneamente, a cerca de cem milhas de distância, Quilije Arslã I e Danismende Gazi massacravam os homens de Nevers.

Os estados cruzados no Levante em 1135

Na travessia do deserto entre Icônio e Heracleia Cibistra, os cruzados sofriam com fome, sede e ataques da cavalaria turca aos flancos e aos grupos que se afastavam à procura de mantimentos. No início de Setembro entraram em Heracleia, também deserta. Do outro lado da cidade encontrava-se um dos poucos rios caudalosos da Anatólia durante o Verão. Sedentos, os cristãos correram desordenadamente para a água, mas o exército turco estava emboscado nas margens do rio.
Cercados e desorganizados, os ocidentais não conseguiram reorganizar-se para montar uma resistência eficaz. Em pânico, cavalaria e infantaria tentavam fugir mas eram massacrados pelo inimigo. Guilherme IX da Aquitânia conseguiu romper as linhas turcas, fugir para as montanhas vizinhas, e após vários dias chegaria a Tarso. Tancredo da Galileia acabaria por enviar uma escolta de cavaleiros para o levar a Antioquia.
Hugo I de Vermandois, gravemente ferido na batalha, também foi levado por alguns dos seus homens para Tarso, onde morreria a 18 de Outubro, tendo sido sepultado na igreja de São Paulo desta cidade. Guelfo da Baviera só conseguiu escapar depois de abandonar a sua armadura, e após várias semanas chegaria a Antioquia.
Juntamente com esta expedição tinha vindo Ida de Formbach-Ratelnberga, mãe do rei Leopoldo III da Áustria. Desaparecida durante a emboscada, nela terá morrido. Posteriormente uma lenda narraria que teria sido capturada e colocada num harém, acabando por se tornar na mãe do reconquistador muçulmano do Condado de Edessa, Zengui. Uma vez que Ida tinha 46 anos de idade em 1101, Zengui nasceu a c.1085 e o seu pai morreu em 1094, esta é uma impossibilidade cronológica.

## Consequências

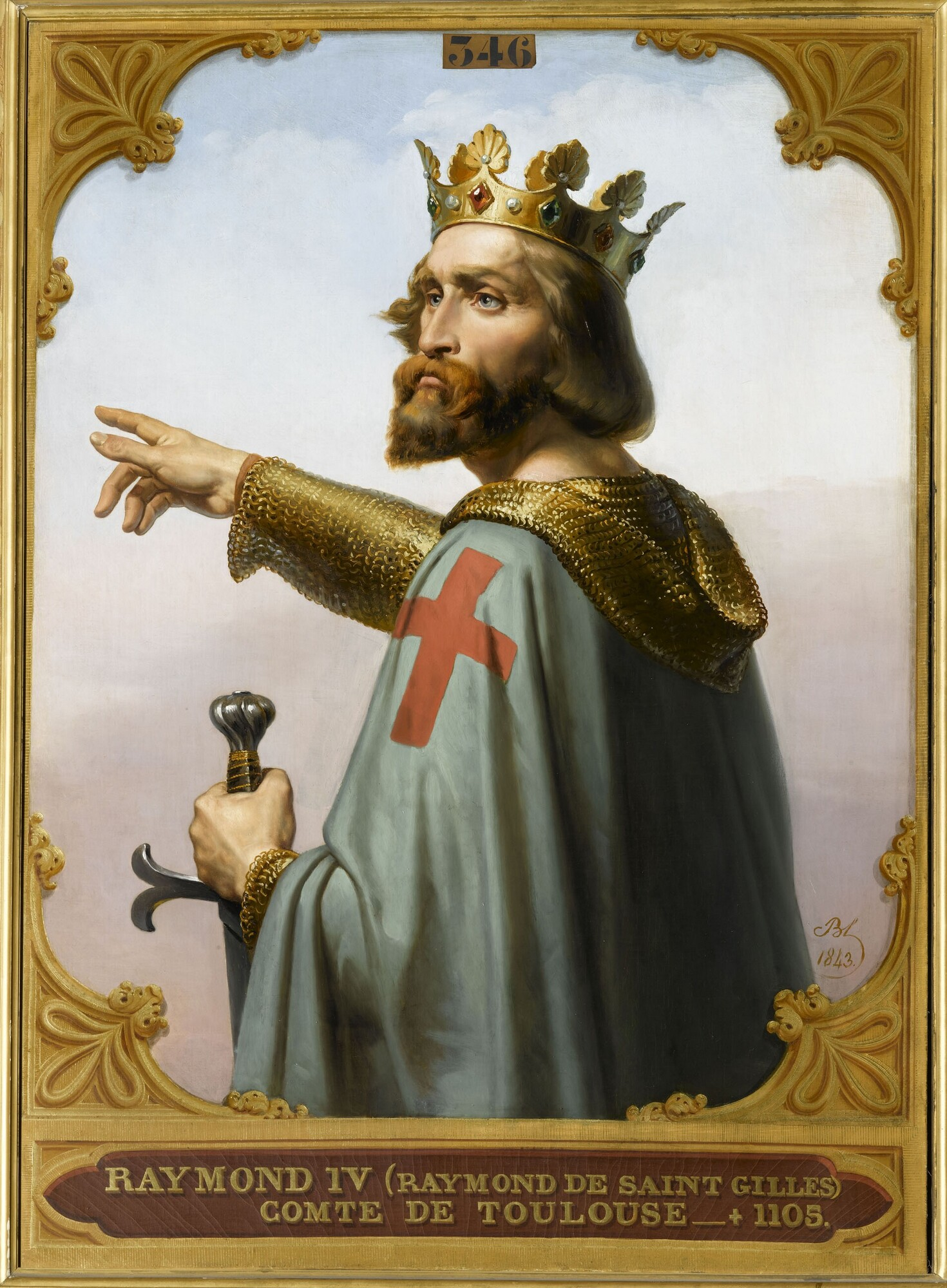
Pintura de Raimundo IV de Tolosa por Merry-Joseph Blondel, c.1840 (Salas das Cruzadas, Palácio de Versailles)

De volta a Constantinopla, os líderes cruzados despojados dos seus exércitos foram recebidos cortês mas friamente por Aleixo Comneno. Mais uma vez sob a liderança de Raimundo IV de Tolosa, os sobreviventes reorganizados e reforçados por mais peregrinos ainda conquistaram Tartuos, com a ajuda de uma frota genovesa. Depois a expedição tornou-se numa peregrinação não bélica, chegando a Antioquia no final do ano de 1101, e a Jerusalém na Páscoa de 1102.
As derrotas da Cruzada de 1101 tiveram como consequência o estabelecimento do poder danismêndida e da sua capital em Icônio. Não tinham sido feitas conquistas importantes ou permanentes na Anatólia, que permaneceu sob o controlo dos muçulmanos. A atitude destes perante os ocidentais também mudou, agora sabiam que os cruzados não eram invencíveis, como parecera durante a Cruzada dos Nobres.
O Reino de Jerusalém e os restantes estados cruzados perderam os reforços de que tanto necessitavam depois do fim da Primeira Cruzada. Em vez de receberem novos exércitos de peregrinos, limitaram-se a acolher mais líderes conflituosos, que agravariam o clima político da região.
Em um crescente agravar de relações, cruzados e bizantinos culparam-se mutuamente pelos fracassos, que deixavam como único trajecto para a Terra Santa o marítimo, o que beneficiava as cidades-estado italianas, os navegadores mais bem sucedidos da época. O Principado de Antioquia também beneficiou de não haver uma ligação entre os estados cruzados e o Império Bizantino, podendo assim manter a sua independência.